# Stazione di Rovigo
Stazione di Rovigo vasútállomás Olaszországban, Veneto régióban, Rovigo településen.

## Vasútvonalak
Az állomást az alábbi vasútvonalak érintik:
- Padova–Bologna-vasútvonal
- Verona-Rovigo-vasútvonal
- Rovigo-Chioggia-vasútvonal

## Kapcsolódó állomások
A vasútállomáshoz az alábbi állomások vannak a legközelebb: 
- Stazione di Arquà
- Stazione di Stanghella
- Stazione di Ceregnano (Stazione di Chioggia, Rovigo-Chioggia-vasútvonal)
- Stazione di Costa (Stazione di Verona Porta Nuova, Verona-Rovigo-vasútvonal)